# Carp Lake (Michigan)
Carp Lake – jednostka osadnicza w Stanach Zjednoczonych, w stanie Michigan, w hrabstwie Emmet.